# Diamblomera acuticella
Diamblomera acuticella är en stekelart som beskrevs av Günther Enderlein 1920. Diamblomera acuticella ingår i släktet Diamblomera och familjen bracksteklar. Inga underarter finns listade i Catalogue of Life.